# Днепровская городская община
Днепровская городская общи́на (укр. Дніпровська міська громада) — территориальная община в Днепровском районе Днепропетровской области Украины.
Административный центр — город Днепр.
Население составляет 993 220 человек. Площадь — 416,5 км².
Органом местного самоуправления Днепровской общины является Днепровский городской совет.

## Населённые пункты
В состав общины входит 1 населённый пункт — город Днепр